# アマウリ・カルヴァーリョ・デ・オリヴェイラ
アマウリ・カルヴァーリョ・デ・オリヴェイラ（Amauri Carvalho de Oliveira, 1980年6月3日 - ）は、ブラジル出身の元サッカー選手。ポジションはフォワード。登録名アマウリ。

## 経歴

### クラブ
ブラジルからイタリアへ渡った直後はホームシックに悩まされるも、イタリア人の妻を持ったことが現地に馴染むことに功を奏したようである。イタリアに来てから数シーズンは凡庸な成績であったが、2005-06シーズン、キエーヴォ・ヴェローナで11得点を挙げ、その活躍から2006年にパレルモに移籍した。
2007-08シーズンの15得点という活躍が認められて、2008年5月19日にパレルモから移籍金1300万ユーロとアントニオ・ノチェリーノの全保有権とダヴィデ・ランザファーメの共同保有権でユヴェントスへ移籍。本人は「究極の夢が叶った」と語った。しかし、ユヴェントスでは2008-09シーズン前半は活躍したものの、後半からは不調に陥り本領発揮とまではいかなかった。その後も目立った活躍を見せるには至らず、2011年1月30日にはパルマへレンタル放出された。パルマでは11試合出場で7得点活躍し、チームを残留に導いた。
2011-12シーズンはオリンピック・マルセイユなどからのオファーを断りユヴェントスに復帰するものの、構想外という扱いは変わっておらず、慣れ親しんだ11番を移籍期限ギリギリにパオロ・デ・チェリエに奪われ、38番に格下げとなった。
2012年1月24日に出場機会を求めて、フィオレンティーナに完全移籍。4月7日に当時首位だったミラン相手に決勝ゴールを挙げる。
2012年7月2日にパルマと2年契約を結んだ。
2014年9月1日、トリノFCに移籍した。
2016年8月9日、フォートローダーデール・ストライカーズに移籍した。
2017年2月21日、アメリカ2部リーグのニューヨーク・コスモスに移籍した。5月18日、退団。

### 代表
ブラジル出身ながら代表招集に応じたことがなく（2009年2月には負傷したルイス・ファビアーノの代替選手としてブラジル代表に招集されたが、ユヴェントス側が拒否している）、ブラジル代表に未練を残しつつも、プレーしていたイタリアの代表という可能性も考慮し、2010年4月12日にイタリア国籍を取得した。しかし、自身の不振もあり、南アフリカワールドカップのメンバーには選出されなかった。
イタリア代表招集を巡っては（伝統的にサッカーの強豪国であるイタリアでは、イタリア人のルーツを持たない外国人が代表になる事に対する抵抗感が根強い）国内で賛否両論を巻き起こした。本人はそのことに対して強い不快感を示していて「試合前の国歌斉唱では歌わない」としている。
2010年8月10日の親善試合、コートジボワール戦で代表デビュー。

## 個人成績

### クラブでの成績
| クラブ成績 | クラブ成績             | クラブ成績          | リーグ | リーグ | カップ     | カップ     | 国際大会   | 国際大会   | 通算 | 通算 |
| シーズン   | クラブ                 | リーグ              | 出場   | 得点   | 出場       | 得点       | 出場       | 得点       | 出場 | 得点 |
| スイス     | スイス                 | スイス              | リーグ | リーグ | スイス杯   | スイス杯   | ヨーロッパ | ヨーロッパ | 通算 | 通算 |
| ---------- | ---------------------- | ------------------- | ------ | ------ | ---------- | ---------- | ---------- | ---------- | ---- | ---- |
| 1999-00    | ベッリンツォーナ       | ナツィオナルリーガB | 5      | 1      | -          | -          | -          | -          | 5    | 1    |
| イタリア   | イタリア               | イタリア            | リーグ | リーグ | イタリア杯 | イタリア杯 | ヨーロッパ | ヨーロッパ | 通算 | 通算 |
| 2000-01    | ナポリ                 | セリエA             | 6      | 1      | -          | -          | -          | -          | 6    | 1    |
| 2001-02    | ピアチェンツァ         | セリエA             | 7      | 0      | 4          | 0          | -          | -          | 11   | 0    |
| 2002-03    | メッシーナ             | セリエB             | 23     | 4      | -          | -          | -          | -          | 23   | 4    |
| 2003-04    | キエーヴォ             | セリエA             | 29     | 4      | 1          | 0          | -          | -          | 30   | 4    |
| 2004-05    | キエーヴォ             | セリエA             | 24     | 2      | -          | -          | -          | -          | 24   | 2    |
| 2005-06    | キエーヴォ             | セリエA             | 37     | 11     | 3          | 3          | -          | -          | 40   | 14   |
| 2006-07    | キエーヴォ             | セリエA             | -      | -      | -          | -          | 2          | 2          | 2    | 2    |
| 2006-07    | パレルモ               | セリエA             | 18     | 8      | 1          | 0          | -          | -          | 19   | 8    |
| 2007-08    | パレルモ               | セリエA             | 34     | 15     | 2          | 0          | 2          | 0          | 38   | 15   |
| 2008-09    | ユヴェントス           | セリエA             | 32     | 12     | 2          | 0          | 10         | 2          | 44   | 14   |
| 2009-10    | ユヴェントス           | セリエA             | 30     | 5      | 2          | 0          | 8          | 2          | 40   | 7    |
| 2010-11    | ユヴェントス           | セリエA             | 9      | 0      | 1          | 0          | 6          | 3          | 16   | 3    |
| 2010-11    | パルマ                 | セリエA             | 11     | 7      | -          | -          | -          | -          | 11   | 7    |
| 2011-12    | フィオレンティーナ     | セリエA             | 13     | 1      | -          | -          | -          | -          | 13   | 1    |
| 2012-13    | パルマ                 | セリエA             | 33     | 10     | 1          | 0          | -          | -          | 34   | 10   |
| 2013-14    | パルマ                 | セリエA             | 31     | 8      | 2          | 2          | -          | -          | 33   | 10   |
| 2014-15    | パルマ                 | セリエA             | 1      | 0      | 0          | 0          | -          | -          | 1    | 0    |
| 2014-15    | トリノ                 | セリエA             | 20     | 1      | 1          | 0          | 7          | 2          | 28   | 3    |
| 2015-16    | トリノ                 | セリエA             | 1      | 0      | 1          | 0          | -          | -          | 2    | 0    |
| 2016       | フォートローダーデール | NASL                | 0      | 0      | 0          | 0          | 0          | 0          | 0    | 0    |
| 通算       | スイス                 | スイス              | 5      | 1      | -          | -          | -          | -          | 5    | 1    |
| 通算       | イタリア               | イタリア            | 359    | 89     | 21         | 5          | 35         | 11         | 415  | 105  |
| 通算       | アメリカ               | アメリカ            | 0      | 0      | 0          | 0          | 0          | 0          | 0    | 0    |
| 総通算     | 総通算                 | 総通算              | 364    | 90     | 21         | 5          | 35         | 11         | 420  | 106  |